# Войцеховский, Станислав
Стани́слав Войцехо́вский (пол. Stanisław Wojciechowski; 15 марта 1869 года, Калиш — 9 апреля 1953 года, Голомбки, около Варшавы) — польский политик, президент Польши в 1922—1926 годах.

## Биография
Родился 15 марта 1869 года в городе Калиш, входившем в состав Российской Империи, в дворянской семье. В 1888—1891 годах изучал математику и физику в Императорском Варшавском университете. В университете был членом двух подпольных организаций — ЗЕТ (Союз польской молодёжи) и Союз Рабочих. 
В 1891 году был арестован за участие в польском социалистическом движении, которое выступало за независимость Польши. После освобождения Войцеховский переезжает в Париж, где принимает участие в Парижском конгрессе. 
В 1892 году Войцеховский участвует в создании Польской социалистической партии. Там он познакомился и подружился с Юзефом Пилсудским. Войцеховский всегда выступал против террора как политического инструмента. В 1895 году арестован и выслан из Франции, и до 1899 года пребывал во Франции нелегально.
В 1899 году перебирается в Лондон, где изучает профсоюзное движение и помогает публиковать периодическое издание «Przedswit». В 1905 году Войцеховский вместе с Пилсудским редактируют и издают «Работник». В 1906 году возвращается в Польшу, выходит из рядов Польской социалистической партии и работает над созданием польских профсоюзов. Основывает еженедельник «Сполем».
Во время Первой мировой войны Войцеховский, считавший что Германия представляет сейчас бо́льшую угрозу для Польши, перебирается в Москву, где избирается председателем Совета Объединения польских партий. В 1918 году помогает создать Польскую армию в России, однако под угрозой ареста покидает Москву. С 1919 по 1920 работает министром внутренних дел в трёх разных правительствах Польши. В это же время участвует в разработке конституции Польши. В 1922 году он избирается в сейм от Польской крестьянской партии «Пяст».
20 декабря 1922 года на Народном собрании был избран президентом Польши после убийства в Варшаве Габриэля Нарутовича. На этом посту посту он находится с 22 декабря 1922 года до 14 мая 1926 года. В 1926 году Станислав Войцеховский в ходе Майского переворота вооружённым путём был отстранён от власти своим старым другом Юзефом Пилсудским. После этого Войцеховский жил частной жизнью и умер в Голомбках, около Варшавы в 1953 году в возрасте 84 лет.

## Труды
Автор работ, посвященных кооперативному движению: «Кооперативное движение в Англии» (1907 год) и «Кооперация в её историческом развитии» (1923 год).